# Lunda Norte
Lunda Norte är en provins i nordöstra Angola med en yta på 103 000 km² och omkring 450 000 invånare. Delstatens huvudstad är Dundo.